# 帕夫利夫河
巴甫利夫河（烏克蘭語：Павлів），是烏克蘭西部的河流，屬於奧皮爾河的右支流。該河流經利維夫州的斯特雷區，河口處在斯科列，河道全長6.5公里。